# Yeondeunghoe

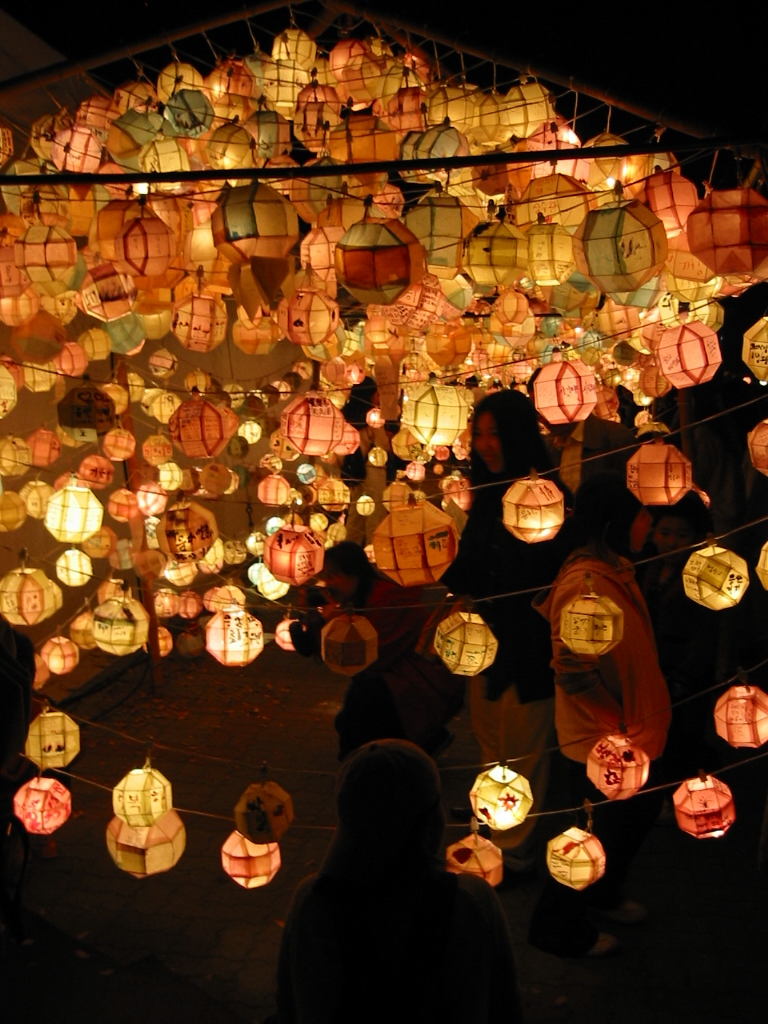
Festival de Yeondeunghoe a Seül (2001)

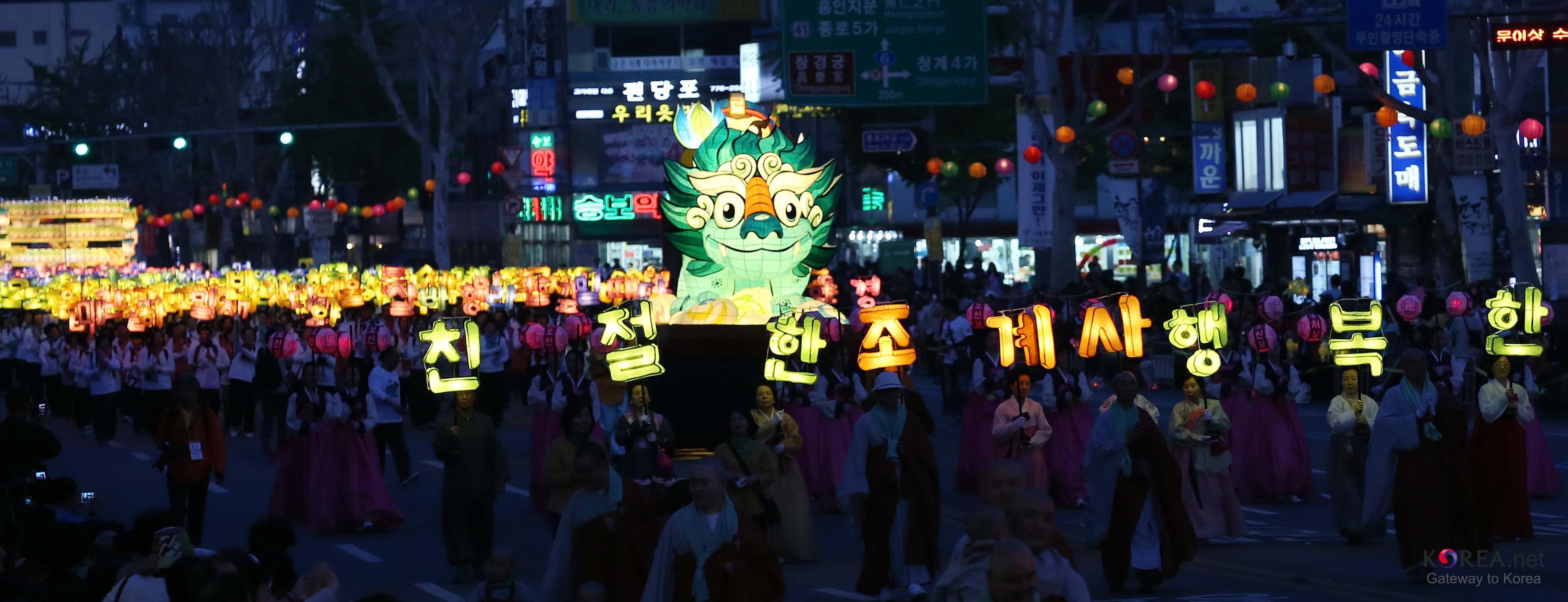
Desfilada de Yeondeunghoe. Seül

Yeondeunghoe (en alfabet hangul:연등회, en hanja:煙燈會) també conegut com a ritual de llanternes és un festival budista que se celebra en els temples de Corea des de l'existència de l'antic regne de Silla (57 B.C. to A.D. 935). El festival dura tres dies i és conegut pel color i la magnitud de l'espectacle de llums blanques i grogues que es desplega.
El festival transmetre el profund desig d'aconseguir la pau a la península coreana i a tot el món i pretén transmetre un missatge de compartir amb els altres.

## Significat
Yeongdeunghoe literalment significa el ritual de les llanternes. En el budisme, les llanternes representen un símbol de la saviesa buda que il·lumina el món. A Corea del Sud, se celebren els aniversaris de Buda.

## Història
L'evidència significativa més antiga es troba en el registre històric Samguk Sagi quan diu que la celebració del Yeongdeunghoe va començar en l'època del rei Gyeongmun de Silla (866).
Quan Wang Geon va fundar Goryeo, el yeondeunghoe va ser establert com a celebració estatal des del primer any de la seva coronació. Lo que se consideraba uno de los festivales más importantes durante la dinastía. El que es considerava un dels festivals més importants durant aquella dinastia, es va prohibir durant la Dinastia Joseon a causa de la seva política contra el budisme.
El 1976, després de la independència del Japó, es reprèn la celebració i es registra com a Important Patrimoni Cultural Immaterial de Corea del Sud, celebrant-se normalment a l'abril. Més de 100.000 llanternes s'han encés durant el festival.

## Esdeveniments
L'ordre de Jogye (en hangul:조계종), el grup més gran entre les sectes budistes coreanes, ha supervisat el procés de Yeondeunghoe. Durant el festival, els budistes i també qualsevol que participi en el festival poden desfilar per la ciutat de Seül. L'any 2015 es van encendre 100.000 llanternes.
Els llums tenen diverses formes com a lotus, elefants i monjos joves.